# 885

## Události
- Štěpán V. zvolen papežem.
- údajný křest Bořivoje a Ludmily[zdroj?]

## Úmrtí
- 6. dubna – Svatý Metoděj, slovanský věrozvěst (* 815)
- 17. listopadu – Liutgarda Saská, východofranská královna (* asi 845)

## Hlavy státu
- České knížectví – Strojmír – Bořivoj I.
- Velkomoravská říše – Svatopluk I.
- Papež – Hadrián III. – Štěpán V.
- Anglie – Alfréd Veliký
  - Mercie – Æthelred
- Skotské království – Giric
- Východofranská říše – Karel III. Tlustý
- Západofranská říše – Karel III. Tlustý
- První bulharská říše – Boris I.
- Kyjevská Rus – Oleg
- Byzanc – Basileios I.
- Svatá říše římská – Karel III. Tlustý